# Homogenic
Homogenic ist das dritte Studioalbum der isländischen Sängerin Björk.

## Hintergrund
Es entstand innerhalb eines Jahres in Spanien. Im Gegensatz zu den vorhergehenden Alben setzt Björk in Homogenic eher auf Streicharrangements, welche vom brasilianischen Jazz-Musiker Eumir Deodato stammen. Dazu gesellen sich wie auch auf Post und Vespertine verschiedene elektronische Trip-Hop- bzw. Techno-Beats mit volkstümlichen Akkordeontönen.
All dies erzeugt Klanglandschaften, mit denen Björk vor allem ihre Heimat Island musikalisch festhalten wollte. Optisch belegt wird dieses Vorhaben im Musikvideo zum Lied Jóga. Die Geigen symbolisieren dabei die sich weit ausdehnenden isländischen Landschaften, während schroffe Beats für ausbrechende Vulkane stehen. Verbunden werden diese musikalischen Experimente durch die manchmal sentimentale, manchmal kräftige Stimme von Björk. So entsteht eine Art Mixtur, deren Energie vor allem im Lied Bachelorette spürbar wird.
Es erreichte in den USA und Großbritannien Gold-Status. In Frankreich wurde Homogenic für mehr als 500.000 verkaufte Tonträger mit zweifachem Platin ausgezeichnet.
Das Cover-Foto des Albums stammt von dem englischen Mode-Fotografen Nick Knight, der für viele Fotografien von Björk verantwortlich zeichnet. Die Hülle wurde von dem Modedesigner Alexander McQueen entworfen.

## Besetzung
Es fehlen Orchestermusiker und weitere Beteiligte.
- Björk – Gesang, Keyboard, Programmierung, Arrangement
- Mark Bell – Keyboard, Programmierung, Drumcomputer
- Guy Sigsworth – Keyboard, Clavichord, Orgel
- Marius de Vries – Programmierung
- Trevor Morais – Schlagzeug, E-Drums
- Yasuhiro Kobayashi – Akkordeon
- Alasdair Malloy – Glasharmonika
- Jeffrey Bryant – Horn
- Mike Thompson – Horn
- Steve Henderson – Timbales, Timpani
- Paul Gardhaim – Bass
- Mike Brittain – Bass
- Chris Laurence – Kontrabass
- Paul Pritchard – Bass
- Frank Ricotti – Perkussion
- Helen Tunstall – Harfe

## Titelliste
Bis auf die gekennzeichneten Ausnahmen stammen alle Songs aus der Feder von Björk Guðmundsdóttir.
1. Hunter – 4:15
2. Jóga (Björk, Sjón)  – 5:05
3. Unravel (Björk, Guy Sigsworth) – 3:17
4. Bachelorette (Björk, Sjón) – 5:16
5. All Neon Like – 5:53
6. 5 Years – 4:29
7. Immature – 3:06
8. Alarm Call – 4:19
9. Pluto (Björk, Mark Bell) – 3:19
10. All Is Full of Love – 4:32

## Rezeption
Homogenic wurde sehr positiv rezensiert. Rolling Stone wählte es 2020 auf Platz 202 der 500 besten Alben aller Zeiten.
In der Aufstellung der 500 besten Alben aller Zeiten des New Musical Express belegt es Platz 486.
Pitchfork führt es auf Platz 21 der 100 besten Alben der 1990er Jahre.
Spin wählte Homogenic auf Platz 18 der 300 besten Alben aus dem Zeitraum 1985 bis 2014.